# Quercus kiukiangensis
Quercus kiukiangensis là một loài thực vật có hoa trong họ Cử. Loài này được (Y.T.Chang) Y.T.Chang miêu tả khoa học đầu tiên năm 1992.

## Hình ảnh